# Агбашлы
Агбашлы́ (азерб. Ağbaşlı) — бывшее село на территории современного Ходжавендского района Азербайджана. Село до своего упразднения входило в состав сельского административно-территориального округа Вейсалли Физулинского района Азербайджана. Законом Азербайджанской Республики от 5 декабря 2023 года село Агбашлы Физулинского района было упразднено, а территория упразднённого села была передана в состав Ходжавендского района.

## История
Село Агбашлы расположено в 5 километрах к юго-западу от села Юхары-Вейсалли, вместе с которым образует крупный эксклав Физулинского района на территории Ходжавендского района. Село возникло на месте летнего пастбища, принадлежавшего жителям Юхары-Вейсалли, и в более ранних источниках упоминалось как «Ах-Вашлу».
К концу 1970-х годов село практически обезлюдело. Уроженец Юхары-Вейсалли, публицист Неймат Вейсалли (Мехтиев) в своём очерке «Земля Агбашлы» обвинял в этом руководство колхоза «Шафаг» села Ашагы-Вейсалли, где располагался административный центр сельсовета, к которому относилось Агбашлы, а также районные власти. По его словам, чиновники не позаботились о проведении в село дороги и, электрифицируя близлежащие села, не протянули линию передач всего лишь на километр, оставив Агбашлы без электроснабжения. Это, в свою очередь, привело к оттоку населения и к последующему снятию населённого пункта с хозяйственного баланса. Тем не менее, на 2019 год село числилось в списке населённых пунктов Физулинского района.
В ходе Первой карабахской войны в ночь на 22 февраля 1992 года эксклав Юхары-Вейсалли перешёл под контроль непризнанной Нагорно-Карабахской Республики. 7 ноября 2020 года азербайджанская армия вернула контроль над территорией села Юхары-Вейсалли.
Законом Азербайджанской Республики от 5 декабря 2023 года село Агбашлы Физулинского района было упразднено, а территория упразднённого села была передана в состав Ходжавендского района.